# Bahamaische Volleyballnationalmannschaft der Frauen
Die bahamaische Volleyballnationalmannschaft der Frauen ist eine Auswahl der besten bahamaischen Spielerinnen, die die Bahamas Volleyball Association bei internationalen Turnieren und Länderspielen repräsentiert.

## Geschichte

### Weltmeisterschaft
Bei der bislang einzigen Teilnahme an einer Volleyball-Weltmeisterschaft belegten die Bahamas 1974 den 23. Platz.

### Olympische Spiele
Die Bahamas konnten sich noch nie für Olympische Spiele qualifizieren.

### NORCECA-Meisterschaft
Bei der NORCECA-Meisterschaft 1979 wurden die Bahamas Sechster. Zwei Jahre später erreichten sie den achten Rang. Das Turnier 1991 beendeten sie auf dem siebten Platz.

### World Cup
Beim World Cup haben die Bahamas bisher nicht mitgespielt.

### World Grand Prix
Der World Grand Prix fand bisher ohne bahamaische Beteiligung statt.